# Communauté de communes des Quatre Vallées (Marne)
Pour les articles homonymes, voir Communauté de communes des Quatre Vallées.
La communauté de communes des Quatre Vallées est une ancienne communauté de communes française, située dans le département de la Marne et la région Champagne-Ardenne.

## Historique
Elle a fusionné avec d'autres intercommunalités pour former, le 1er janvier 2013, la communauté de communes Vitry, Champagne et Der

## Composition
1. Bréban
2. Chapelaine
3. Coole
4. Corbeil
5. Humbauville
6. Le Meix-Tiercelin
7. Lignon
8. Saint-Ouen-Domprot
9. Saint-Utin
10. Sompuis
11. Somsois